# Academia do Vôlei Uberlândia
O Academia do Vôlei Uberlândia, também conhecido como Gabarito/Uberlândia por razões de patrocínio,  é um time de voleibol masculino sediado em Uberlândia, Minas Gerais. Disputa a Superliga Masculina A desde a temporada 2020-21

## História
O projeto Academia do Vôlei foi idealizado pelo técnico e presidente Manoel Honorato, no ano de 1996, época que era radicado no nordeste brasileiro. Em 1999, mudou-se para o Triângulo Mineiro, iniciando às atividades na cidade uberlandense. Ele já galgava a função de treinador desde muito tempo, atuando em escolas, depois equipes de base feminina e masculina do Praia Clube, sendo estagiário na categoria sub-19 da seleção brasileira masculina com o então técnico Percy Oncken e vitorioso em competições universitárias.
Manoel priorizou muito a participação nas competições locais e oficiais. Trazendo no currículo até o ano de 2020, 18 participações no JIMI representando a cidade de Uberlândia, colecionando nove títulos neste certame. Recebeu convite para disputar a Superliga B de 2020 após  bons resultados na Superliga C, em 2019. Obteve a melhor pontuação na classificação geral, ficando atrás apenas dos campeões de cada grupo, herdou a vaga do Ponta Grossa Vôlei, que disputaria a Superliga B após o acesso da C, mas voltou a disputar a Superliga A como Caramuru neste ano no lugar da vaga do Botafogo.
Na Superliga B, encerrada por conta da pandemia do novo coronavírus, obteve na fase classificatória 14 pontos (cinco vitórias e duas derrotas), até o encerramento estava na segunda colocação e obteve a promoção a Série A.

## Títulos
| Nacionais | Nacionais                      | Nacionais | Nacionais  |
|           | Competição                     | Títulos   | Temporadas |
| --------- | ------------------------------ | --------- | ---------- |
| Brasil    | Superliga Brasileira - Série B | 0         | 2020       |
| Brasil    | Campeonato Mineiro             | 0         | 2020       |